# Región Cuitzeo
La Región Cuitzeo o Región Morelia también llamada Región Central es una de las diez regiones socioecónomicas en que se divide el estado de Michoacán, para la planeación de las acciones, promover el desarrollo y satisfacer las necesidades de la población.Fue conformada a través del Plan Estatal de Desarrollo 2003-2008 del gobierno del estado. Se localiza al nororiente del estado.
Todos los municipios de la región, a excepción de Acuitzio, pertenecen al bajío zamorano.

## Demografía
En 2020 la región contaba con 1 173 150 habitantes, entre los cuales 565 660 eran hombres y 607 490 eran mujeres, lo que representa el 24.70 % de la población del estado. Ocupa además una superficie de 3940.5 km² (6.72 % de la superficie estatal), lo que determina en el año 2020 una densidad de 297.72 hab/km².
La tasa de natalidad regional en 2019 era de 15.6 nacimientos por cada mil habitantes, algo inferior a la tasa de 19.5 registrada en el estado. La tasa de mortalidad en el mismo año se encontraba en 8.25 muertes por cada mil habitantes, mientras que la tasa de mortalidad infantil, en 12.41 defunciones por mil nacidos vivos; ambas tasas eran superiores a la media estatal.
De acuerdo con el Índice de Marginación 2020, el 82.1 % de sus habitantes se encontraba en un grado «muy bajo» de marginación, el 17.4 % en un grado «bajo» y sólo el 0.4 % en un grado «medio». El acceso de agua entubada alcanzaba el 98.22 % de viviendas abastecidas; el 98.62 % de ellas tenía drenaje y el 99.55 %, energía eléctrica. En 2015 los municipios de región presentaban un índice de desarrollo humano que variaba entre «medio» y «alto», superando todos los municipios la media estatal.

### Municipios de la Región
La Región Cuitzeo está conformada por los siguientes municipios:
| Municipio      | Población |
| Morelia        | 849 053   |
| Tarímbaro      | 114 513   |
| Zinapécuaro    | 49 005    |
| Cuitzeo        | 29 910    |
| Charo          | 25 138    |
| Álvaro Obregón | 23 000    |
| Indaparepeo    | 18 385    |
| Queréndaro     | 13 961    |
| Santa Ana Maya | 12 812    |
| Huandacareo    | 11 644    |
| Acuitzio       | 11 301    |
| Copándaro      | 9 484     |
| Chucándiro     | 4 944     |
| Total          | 1 173 150 |

### Zona metropolitana de Morelia
| Zona Metropolitana            | Municipios                                                   | Población (2020) |
| ----------------------------- | ------------------------------------------------------------ | ---------------- |
| Zona Metropolitana de Morelia | * Morelia * Tarímbaro * Charo * Álvaro Obregón * Zinapécuaro | 1 060 708        |

## Educación
En el año 2020, el 3.84 % de los habitantes de la región eran analfabetos, un porcentaje considerablemente inferior al promedio estatal de 7.03 %. En cuanto a la formación educativa, el 52.09 % de la población había completado la educación básica, frente al 60.2 % de la media estatal. En el nivel medio superior el porcentaje regional se situaba en 16.06 %, mientras que en todo Michoacán se encontraba en 12.8 %. Para el nivel superior los niveles de estudio eran más altos en la región que en el estado, con un 21.19 % frente a un 11.92 % de la población, respectivamente. Por último, el grado promedio de escolaridad en la región es de 7.08, relativamente inferior al grado promedio de la entidad (7.88).